# Offenbüttel
Offenbüttel is een plaats in de Duitse deelstaat Sleeswijk-Holstein, en maakt deel uit van de Kreis Dithmarschen.
Offenbüttel telt 258 inwoners.
Albersdorf ·
Arkebek ·
Averlak ·
Bargenstedt ·
Barkenholm ·
Barlt ·
Bergewöhrden ·
Brickeln ·
Brunsbüttel ·
Buchholz ·
Bunsoh ·
Burg (Dithmarschen) ·
Busenwurth ·
Büsum ·
Büsumer Deichhausen ·
Dellstedt ·
Delve ·
Diekhusen-Fahrstedt ·
Dingen ·
Dörpling ·
Eddelak ·
Eggstedt ·
Elpersbüttel ·
Epenwöhrden ·
Fedderingen ·
Frestedt ·
Friedrichsgabekoog ·
Friedrichskoog ·
Gaushorn ·
Glüsing ·
Großenrade ·
Groven ·
Gudendorf ·
Hedwigenkoog ·
Heide ·
Hellschen-Heringsand-Unterschaar ·
Helse ·
Hemme ·
Hemmingstedt ·
Hennstedt ·
Hillgroven ·
Hochdonn ·
Hollingstedt ·
Hövede ·
Immenstedt ·
Kaiser-Wilhelm-Koog ·
Karolinenkoog ·
Kleve ·
Krempel ·
Kronprinzenkoog ·
Krumstedt ·
Kuden ·
Lehe ·
Lieth ·
Linden ·
Lohe-Rickelshof ·
Lunden ·
Marnerdeich ·
Marne ·
Meldorf ·
Neuenkirchen ·
Neufeld ·
Neufelderkoog ·
Nindorf ·
Norddeich ·
Norderheistedt ·
Nordermeldorf ·
Norderwöhrden ·
Nordhastedt ·
Odderade ·
Oesterdeichstrich ·
Oesterwurth ·
Offenbüttel ·
Osterrade ·
Ostrohe ·
Pahlen ·
Quickborn ·
Ramhusen ·
Rehm-Flehde-Bargen ·
Reinsbüttel ·
Sankt Annen ·
Sankt Michaelisdonn ·
Sarzbüttel ·
Schafstedt ·
Schalkholz ·
Schlichting ·
Schmedeswurth ·
Schrum ·
Schülp ·
Stelle-Wittenwurth ·
Strübbel ·
Süderdeich ·
Süderdorf ·
Süderhastedt ·
Süderheistedt ·
Tellingstedt ·
Tensbüttel-Röst ·
Tielenhemme ·
Trennewurth ·
Volsemenhusen ·
Wallen ·
Warwerort ·
Weddingstedt ·
Welmbüttel ·
Wennbüttel ·
Wesselburen ·
Wesselburener Deichhausen ·
Wesselburenerkoog ·
Wesseln ·
Westerborstel ·
Westerdeichstrich ·
Wiemerstedt ·
Windbergen ·
Wöhrden ·
Wolmersdorf ·
Wrohm